# Fu Tong Wong
Fu Tong Wong, xinès tradicional 黃 輔 棠 (Canton, 1948) és un compositor sinoestatunienc que actualment resideix a Taiwan.

## Biografia
Va rebre la seva primera formació musical a Guangzhou i va patir la Revolució Cultural en un camp de reeducacióabans d'anar a la Universitat Estatal de Kent a Ohio per obtenir un màster en música. Va estudiar violí amb Ma Sihong, xinès: 馬思宏, i composició sota la tutela de Zhang Jiren, xinès: 張己任, Lu Yan, xinès: 蘆炎, Lin Shengyu, xinès: 林聲翕 i altres.
Posteriorment, va anar a Taiwan i va exercir com a professor de violí i cap de l'orquestra experimental de l'Acadèmia Nacional de les Arts de Taipei durant tres anys, va exercir com a professor al departament de música de la Universitat de Ciències Aplicades de Tainan fins a la seva jubilació.
Les òperes, música i cançons creades per Huang Fubo s'han representat arreu del món, incloent-hi Viena, Nova York, Washington DC, Toronto, Pequín, Xangai, Tianjin, Jilin, Shenzhen, Hong Kong, Taiwan, etc.

## Composicions principals
- La simfonia "Cançó commemorativa", xinès: 紀念曲 per commemorar les morts Zhang Zhixin i Lin Zhao, morts durant la Revolució Cultural, estrenada per l'Orquestra Simfònica de Shenzhen
- "Xi Shi – l'òpera", és la primera òpera en xinès que presenta la història i la tragèdia històriques d'una de les Quatre Belleses xineses.
- La "Simfonia dels Herois Còndor", basada en la novel·la homònima de Jin Yong, va crear un precedent per expressar l'estat d'ànim i l'emoció de les novel·les d'arts marcials amb música simfònica. Wong va trigar 28 anys a perfeccionar la peça i conté vuit moviments. Al concert principal de Hong Kong el 1996, el mateix Jin Yong va escriure l'encapçalament com a regal i reconeixement a la feina de Wong.
- "Poema simfònic de Shiau-Feng", basat en un altre personatge de la novel·la de Jin Yong: Qiao Feng. A més de ser una de les figures més preferides de Wong, la simfonia també es va escriure en record de la contribució del mestre Henry Mazer a Taiwan i a l'Orquestra Filharmònica de Taipei.
- "Música nacional xinesa: Xiaoao Jianghu", també basada en la novel·la El somrient rodamón orgullós de Jin Yong. Tota la peça està arranjada en instruments musicals tradicionals xinesos com l'erhu, la pipa, el sheng, el yangqin, etc.
- In Memoriam, és un homenatge dramàtic en la millor tradició dels poemes de to als que van morir en la cruenta història de Taiwan, i no menys important pel terratrèmol de 1999.[3]

## Llibres (només disponibles en xinès)
- 1983 小提琴教學文集 / Antologia de l'ensenyament del violí
- 1985 黃輔棠小提琴入門教本 / Llibre de text introductori al violí de Futang
- 1986 談琴論樂 / Parlant sobre música
- 1990 賞樂 / Gaudint la música
- 1995 教教琴、學教琴 Ensenyant el piano, aprenent a ensenyar el piano
- 1998 樂人相重 / Gent feliç
- 1998 小提琴團體教學研究與實踐 / Investigació i pràctica de la docència de grups de violí
- 2004 阿鏜樂論 / Una avorrida teoria de la música
- 2004 樂在其中 / Gaudint el moment
- 2012 阿鏜閒話：一位音樂人談音樂．文學．中醫和家庭教育 / Un xafardeig avorrit: un músic parla de música. Literatura. Medicina xinesa i educació familiar
- 2017 我一生的貴人 / La meva honorada vida